# Pot o' Gold
Pot o' Gold é um filme de comédia musical romântica de 1941 dirigido por George Marshall e estrelado por James Stewart e Paulette Goddard. O filme é baseado na série de rádio de mesmo nome da NBC.

## Elenco
- James Stewart ...James Hamilton "Jimmy" Haskell
- Paulette Goddard ...Molly McCorkle
- Horace Heidt ...ele mesmo
- Charles Winninger ...Charles "C.J." Haskell
- Mary Gordon ...Mãe McCorkle
- Frank Melton ...Jasper Backus
- Jed Prouty ...J.K. Louderman
- Charles Arnt ...Parks (mordomo)
- Dick Hogan ...Willie McCorkle
- James Burke ...tenente da polícia Grady
- Donna Wood ...Donna McCorkle
- Larry Cotton ...Larry Cotton
- Art Carney ...locutor de rádio (sem créditos)

## Produção
James Roosevelt, o filho mais velho do presidente Franklin Roosevelt, passou dois anos como vice-presidente da Samuel Goldwyn Productions antes de sair para formar sua própria empresa, a Globe Productions. Pot O' Gold é o único filme produzido por Roosevelt, antes de ser chamado para o serviço militar.

## Lançamento
O filme esteve programado para ter sua estreia mundial na Cidade do México, como parte de um festival de cinema organizado pelo produtor James Roosevelt, mas o evento não saiu como planejado, levando Roosevelt a acusar os grandes estúdios de sabotagem. O filme foi exibido na Casa Branca em 3 de abril de 1941.